# گوارارا (برزیل)
گوارارا (به پرتغالی: Guarará) یک منطقهٔ مسکونی در برزیل است که در میناز ژرایس واقع شده‌است. گوارارا ۳٬۷۷۵ نفر جمعیت دارد.